# Federación Nacional Velasquista
Federación Nacional Velasquista fue un partido político ecuatoriano de centro político, con políticas correspondientes a un partido sincrético, variando entre la izquierda hasta la extrema derecha, creado en 1952 alrededor de la figura de José María Velasco Ibarra y que le sirvió como plataforma electoral en sus últimos procesos electorales (1952, 1960 y 1968). De extracción y base netamente popular, como brazo electoral del velasquismo obtuvo importantes resultados, especialmente en las elecciones de 1960, donde triunfó arrolladoramente en las elecciones presidenciales y parlamentarias.

## Ideología
La corriente política del partido variaba según las condiciones en las que resultaba electo Velasco Ibarra: en 1952 mantuvo un línea conservadora, autoritaria de derecha; en 1960 manejó una línea nacionalista, antiimperialista, siguiendo el ejemplo de la Revolución Cubana, pero que acercó principalmente a la derecha nacional, la cual obtuvo su mayor influencia nacional durante su período y de su sucesor; en 1968 manejó una línea pro empresarial y populista, más ligado al comercio de la costa.
Se fundó en 1952 para patrocinar su candidatura presidencial, formado por sus allegados, Carlos Julio Arosemena Monroy, Alfredo Castillo y Pedro Menéndez Gilbert.
Velasco siempre se declaró independiente de este partido y nunca figuró como su máximo dirigente. De hecho, siempre se opuso a la estructura partidista, diciendo que "El Velasquismo es el pueblo". Muchos autores encasillan a la FNV como un movimiento de adhesión afectiva al caudillo, donde valía más la fidelidad personal que la adhesión institucional o la disciplina partidista. Velasco Ibarra fue el candidato del partido en 3 elecciones (1952, 1960 y 1968) ganando todas las veces junto al vicepresidente, a excepción de 1968 cuando triunfó Jorge Zavala Baquerizo del Partido Liberal Radical en alianza con el Partido Socialista Ecuatoriano con el apoyo de Concentración de Fuerzas Populares (CFP). El único candidato presidencial aparte de Velasco Ibarra fue Jaime Nebot Velasco en las suprimidas elecciones de 1972. El partido tuvo resultados variados en el legislativo, obteniendo mayoría absoluta del Congreso en 1960, etapa de mayor éxito electoral del velasquismo.
Luego del último derrocamiento de su máximo líder en 1972, entró en decadencia y debilitamiento durante la dictadura militar. En 1978, la FNV propuso a Velasco su sexta candidatura a la presidencia, pero este, en vista de su avanzada edad (85 años para entonces) declinó y prefirió seguir en su exilio de Buenos Aires. En 1979 eligió un solo miembro de la Cámara Nacional de Representantes por la provincia de Manabí (Ricardo Bowen Cavagnaro). El partido fue declarado extinto en 1981, tras la muerte de Don Assad Bucaram "Don Buca", pero en 1983 fue refundado, aunque duró por poco tiempo, ya que en las elecciones de 1984 logró menos del 5% mínimo para seguir manteniendo su lista. Finalmente desapareció del padrón electoral y se borró el 22 de octubre de 1984.
Algunos de sus dirigentes más importantes fueron, aparte de José María Velasco Ibarra, Jaime Nebot Velasco, Manuel Araujo Hidalgo, Carlos Cornejo Orbe, Carlos Julio Arosemena Monroy, Víctor Hugo Sicouret Pazmiño, Pedro Menéndez Gilbert, Emilio Estrada Icaza, Gilberto Mosquera Ferrés, Otto Quintero Rumbea, Enrique Grau Ruiz, Jaime del Castillo Álvarez, Pedro Velasco Espinosa, Ricardo Bowen Cavagnaro, Miguel Salem Dibo, Bolívar San Lucas Zavala, Alejandro Aguilar Ruilova, Humberto Centanaro Gando, Juan Carlos Faidutti, entre otros. Ocupó, en un inicio, la lista 10 de los partidos políticos. En 1984 se le asignó la lista 16.

## Resultados

### Elecciones Presidenciales
| Año  | Candidatos                | Candidatos                    | 1a Vuelta             | 1a Vuelta             | 2.ª Vuelta            | 2.ª Vuelta            | Resultado             | Notas                                                         |
| Año  | Presidente                | Vicepresidente                | Votos                 | %                     | Votos                 | %                     | Resultado             | Notas                                                         |
| ---- | ------------------------- | ----------------------------- | --------------------- | --------------------- | --------------------- | --------------------- | --------------------- | ------------------------------------------------------------- |
| 1952 | José María Velasco Ibarra | Alfredo Chiriboga             | 159.259               | 44.11%                | N/A                   | N/A                   | Electo                | Parte del Frente Nacional Velasquista                         |
| 1956 | No presentó candidato     | No presentó candidato         | No presentó candidato | No presentó candidato | No presentó candidato | No presentó candidato | No presentó candidato | No presentó candidato                                         |
| 1960 | José María Velasco Ibarra | Carlos Julio Arosemena Monroy | 369,461               | 48.16 %               | N/A                   | N/A                   | Electo                |                                                               |
| 1966 | Jaime Acosta Velasco      | N/A                           | 2                     | 2.43%                 | N/A                   | N/A                   | 3.er Lugar            | Interinzago. Elección realizada por la Asamblea Constituyente |
| 1968 | José María Velasco Ibarra | Víctor Hugo Sicouret Pazmiño  | 280,370               | 32.85 %               | N/A                   | N/A                   | Electo                | El candidato vicepresidencial no fue elegido                  |
| 1979 | Sixto Durán Ballén        | José Icaza Roldós             | 328.461               | 23.86%                | 471.657               | 31.51%                | 2.º Lugar             | Parte de Frente Nacional Constitucionalista                   |
| 1984 | León Febres Cordero       | Blasco Peñaherrera            | 600.563               | 27.20%                | 1.381.709             | 51.54%                | Electo                | Parte de Frente de Reconstrucción Nacional                    |

- Datos: Q5857206